# Riehe, Alme, Gehbeck und Subeck
Riehe, Alme, Gehbeck und Subeck este o arie protejată (arie specială de conservare — SAC, sit de importanță comunitară — SCI) din Germania întinsă pe o suprafață de 12,17 ha, integral pe uscat.

## Localizare
Centrul sitului Riehe, Alme, Gehbeck und Subeck este situat la coordonatele 52°01′59″N 9°59′43″E / 52.0331°N 9.9953°E.

## Înființare
Situl Riehe, Alme, Gehbeck und Subeck a fost declarat sit de importanță comunitară în ianuarie 2005 pentru a proteja un număr necunoscut de specii din flora spontană și fauna sălbatică aflate în arealul zonei. Situl a fost protejat și ca arie specială de conservare în iunie 2017.

## Biodiversitate
Situată în ecoregiunea continentală, aria protejată conține 2 habitate naturale: Liziere de ierburi înalte hidrofile de câmpie și de nivel montan până la alpin, Păduri aluvionare cu Alnus glutinosa și Fraxinus excelsior (Alno-Padion, Alnion incanae, Salicion albae).
La baza desemnării sitului se află un număr nedeclarat de specii protejate.